# Animaná
Animaná es una pequeña localidad del departamento San Carlos, provincia de Salta, Argentina.

## Toponimia
Animaná proviene del Cacán y significa "lugar del cielo".

## Geografía
- Extensión: 344 km²
- Habitantes: 1.622 (Varones: 802. Mujeres: 820 censo 2010 del INDEC)
- Ruta: RN 40
- Distancias: desde Salta por Cafayate 200 km
- Desde Cafayate: 8 km
- Clima: árido y seco – Amplitud térmica – Días soleados
- Altura: 1.695 m s. n. m.
- Localidades: Animana, San Antonio y Corralito
- Fiestas Patronales: 24 de septiembre. Virgen de la Merced

### Contexto geográfico
Se encuentra sobre la Ruta Nacional 40 al sur de San Carlos camino a Cafayate.
Enclavada en una pintoresca zona del Valle Calchaquí, en donde se cultiva con mucho éxito la vid, Animaná es un poblado que goza de la particularidad de poseer en sus predios una de las más tradicionales bodegas cuyos orígenes superan los setenta años: la denominada Bodeguita Don Andrés, cuya producción y elaboración de su vino es totalmente artesanal. Animaná significa en legua kakana "lugar del cielo". 
Posee un clima árido y seco, y se encuentra a 1.695 m s. n. m., a 200 kilómetros de Salta, y a 15 al norte de Cafayate, por la Ruta Nacional N.º 40.

## Economía local
La economía de la zona gira fundamentalmente alrededor de su industria vitivinícola expresada en los viñedos que lo circundan y en sus bodeguitas. Los tejidos y la alfarería son también manifestaciones de las artesanías que se destacan en Animaná.

## Población
Cuenta con más de 1.622 habitantes (INDEC 2010).

## Turismo

Animana forma parte del circuito turístico de la Ruta nacional 40.

En Animaná el viajero tiene la posibilidad de realizar caminatas y cabalgatas por las fincas. Lo más recomendable para el visitante es tomar un tour con un guía experto, que, además de conocer el camino, sabrá mostrarle todos los atractivos de esta ciudad. Es, sin duda, la ciudad más importante del Valle Calchaquí.

## Sismicidad
La sismicidad del área de Salta es frecuente y de intensidad baja, y un silencio sísmico de terremotos medios a graves cada 40 años

Área de Media Sismicidad con 6,1 Richter, hace 15 años, otro cimbronazo hace 76 años con 7,0 Richter